# Hans-Georg Bock
Hans-Georg Bock (* 9. Oktober 1909 in Rastenburg (Ostpreußen); † 20. September 1990) war ein deutscher Jurist.

## Schule und Studium
Als Sohn des Oberlehrers Wilhelm Bock besuchte er das Collegium Fridericianum in Königsberg und das Königliche Gymnasium Lyck. Nach dem Abitur studierte er Rechtswissenschaft an der Universität Greifswald, der Universität Innsbruck, der Philipps-Universität Marburg und der Albertus-Universität Königsberg. Er war Mitglied der Studentenverbindung ATV Marburg im ATB. Am Oberlandesgericht Königsberg bestand er 1932 das Referendarexamen. Nach Stationen in Treuburg, Lyck und Königsberg legte er am Kammergericht die Assessorprüfung ab. Anschließend war er bei verschiedenen Gerichten in Ostpreußen sowie in Zittau/Oberlausitz tätig. 1939 wurde Bock zum Amtsgerichtsrat und bald darauf zum Landgerichtsdirektor ernannt.

## Beruf und gesellschaftliche Ämter
Am Zweiten Weltkrieg nahm Bock als Offizier teil, im Januar 1943 geriet er als Angehöriger der 6. Armee in Stalingrad in sowjetische Kriegsgefangenschaft, aus der er 1949 entlassen wurde.
Bis 1960 war er in verschiedenen Funktionen als Richter, anschließend als Staatsanwalt tätig. Von Mai 1966 bis zu seiner Pensionierung 1974 war er Präsident des Landgerichts Hannover. 1974 wählte ihn die Ostpreußische Landesvertretung als Nachfolger von Joachim Freiherr von Braun zum Sprecher (Bundesvorsitzender) der Landsmannschaft Ostpreußen. 1979 legte er das Amt aus Altersgründen nieder, Nachfolger wurde der von ihm vorgeschlagene Staatssekretär Ottfried Hennig.

## Auszeichnungen
- 1979 wurde ihm der Preußenschild verliehen.